# Prostějovičky

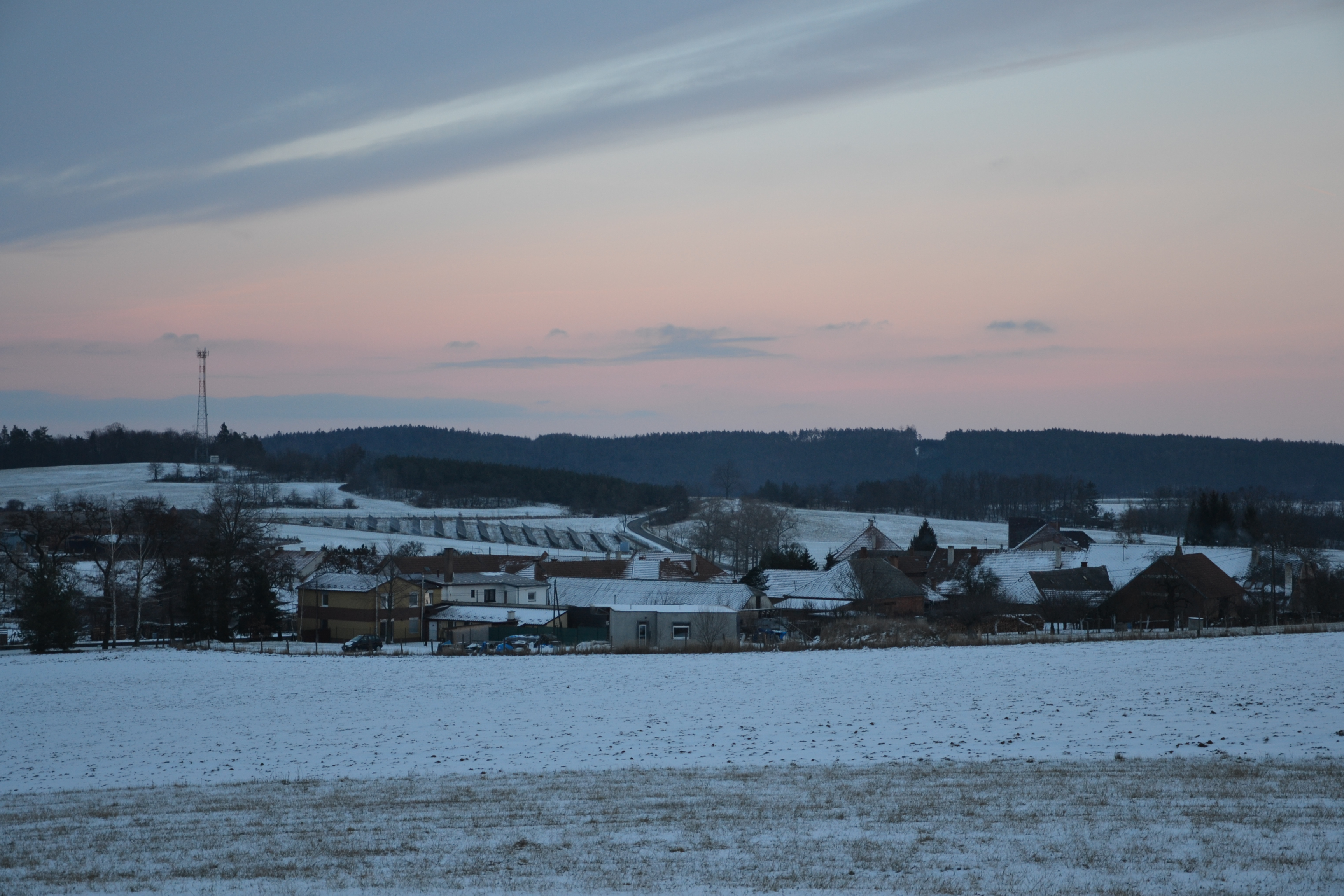
Blick auf das Dorf

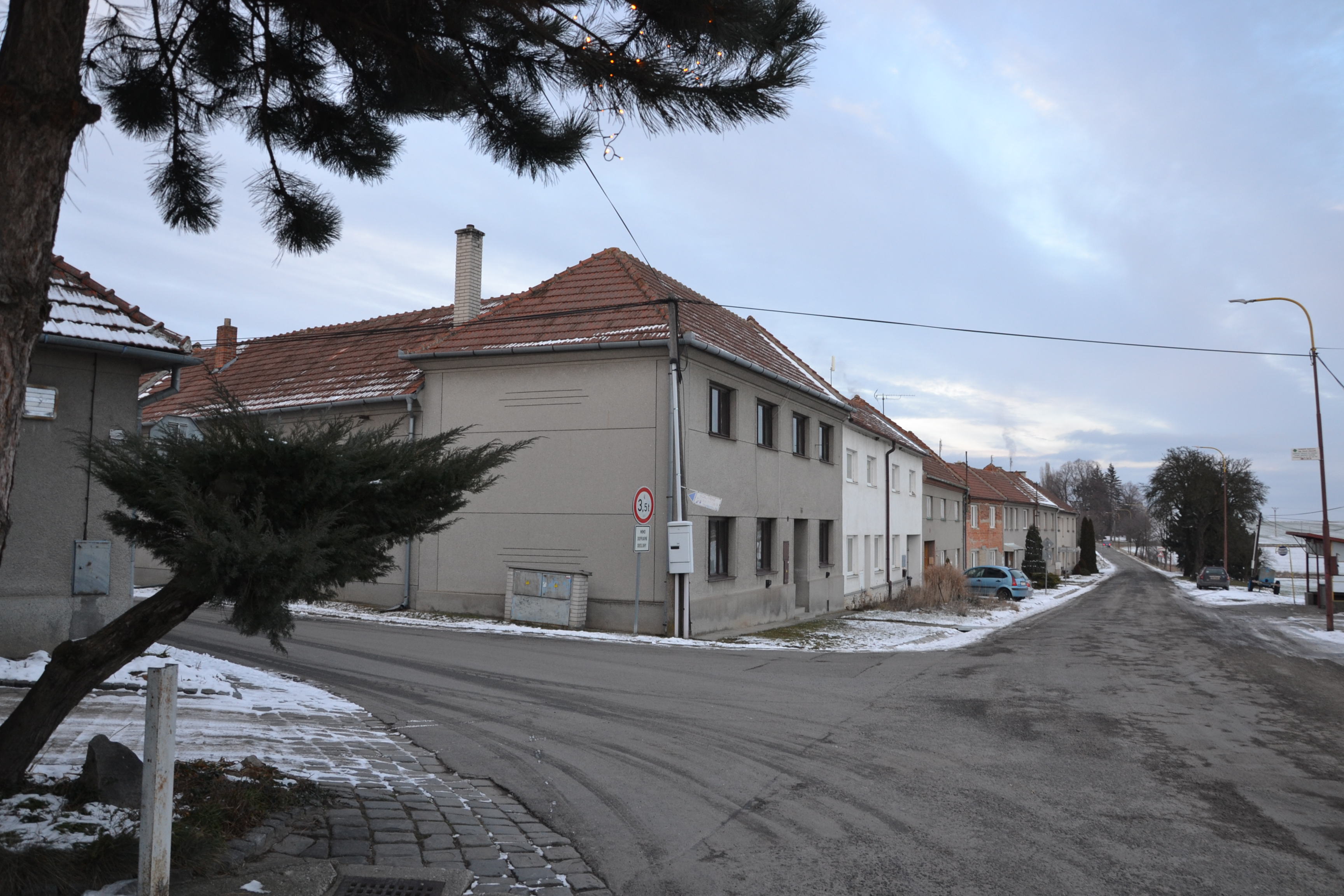
Dorfstraße

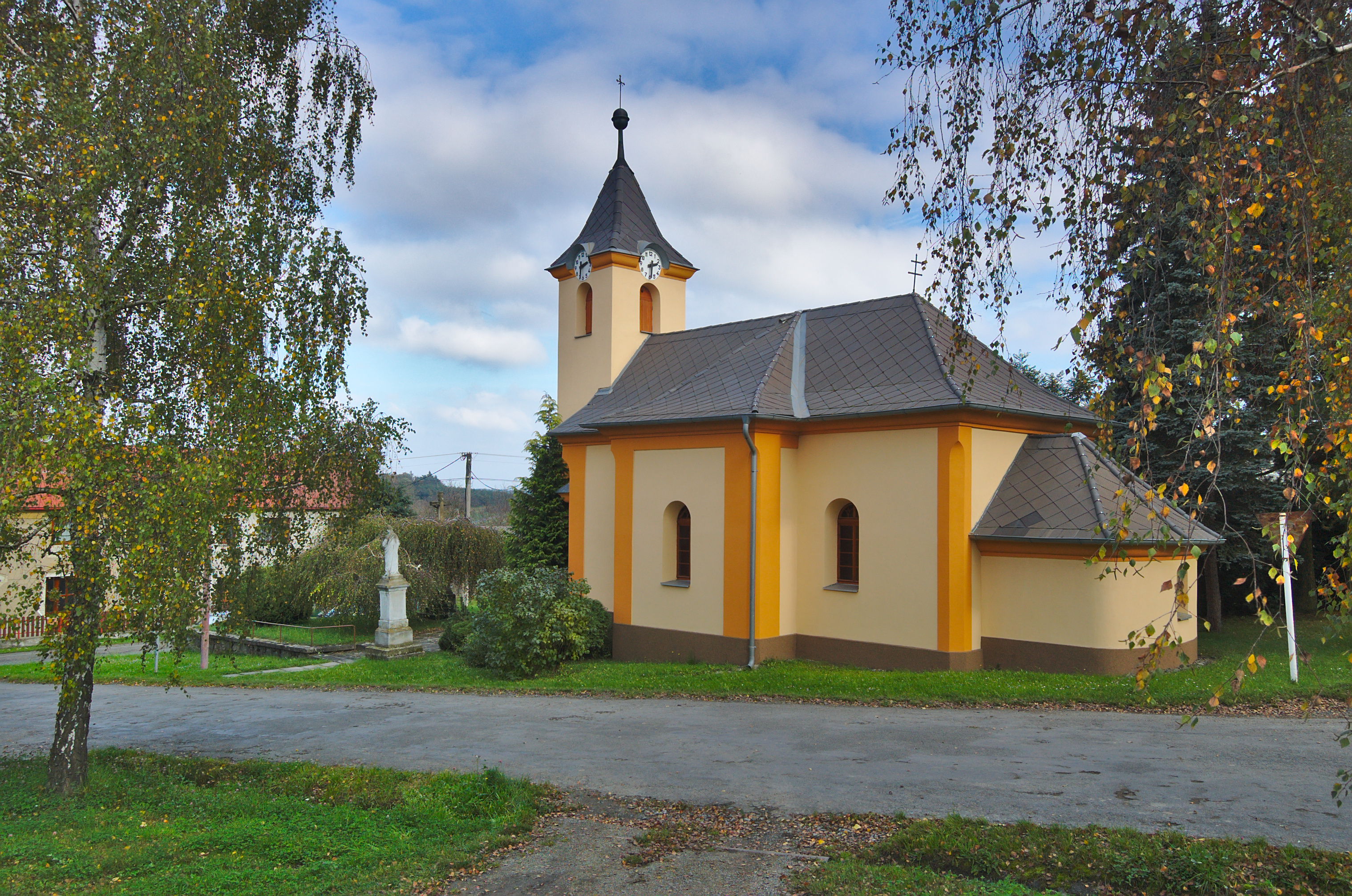
Kapelle der hl. Anna

Prostějovičky (deutsch Prostiowiczek, 1939–45 Klein Proßnitz) ist eine Gemeinde in Tschechien. Sie liegt neun Kilometer südwestlich von Prostějov und gehört zum Okres Prostějov.

## Geographie
Der Rundling Prostějovičky befindet sich linksseitig über dem Tal des Baches Brodečka im Drahaner Bergland. Gegen Westen erstreckt sich der Truppenübungsplatz Březina. Nordöstlich erheben sich die Sednička (396 m. n.m.) und der Spálený kopec (433 m. n.m.), im Osten der Křenůvský kopec (411 m. n.m.), südöstlich die Nivky (458 m. n.m.), im Westen der Hrubý kopec (462 m. n.m.) sowie nordwestlich der Průkles (473 m. n.m.).
Nachbarorte sind Čagan, Osina und Krumsín im Norden, Domamyslice, Čechovice und Seloutky im Nordosten, Určice und Alojzov im Osten, Křenůvky und Myslejovice im Südosten, Podivice und Ferdinandsko im Süden, Studnice, Odrůvky und Březina im Südwesten, Otinoves und Drahany im Westen sowie Bousín im Nordwesten.

## Geschichte
Die erste schriftliche Erwähnung von Prostyeiowiczie erfolgte in einer Urkunde vom 23. Februar 1347, in der Peter von Rosenberg die nach dem Tode seines Neffen Heinrich von Krawarn übernommene Burg Plumenau mit den zugehörigen elf Dörfern an Beneš von Krawarn und Straßnitz übergab. Dessen Sohn, Peter von Krawarn und Plumenau, überließ 1384 die Burg Plumenau mit allem Zubehör, darunter das Dorf Prostyeiuiczek, dem Heralt von Kunstadt. Ab 1388 gehörte die Herrschaft wieder den Herren von Krawarn und Plumenau. 
Zu Beginn des 15. Jahrhunderts veräußerten die Herren von Krawarn auf Plumenau Prostějovičky. Als Besitzer wechselten sich verschiedene niedere Adlige ab. Nach dem Tode des Johann von Krumsin ließen dessen Bürgen 1466 Jakob von Šarow auf Šarow auf die Feste Krumsin mit den Dörfern Krumsín und Prostějovičky sowie dem Pfarrpatronat in Krumsín intabulieren. Wenzel von Šarow veräußerte 1527 das Gut Krumsín mit allem Zubehör für 5500 Mährische Gulden an den Besitzer der Herrschaft Plumenau, Johann IV. von Pernstein. Nach dem Tode des Johann V. von Pernstein verkauften dessen Erben die verschuldete Herrschaft Plumenau im Jahre 1600 an Karl von Liechtenstein; sie wurde damit Teil des großen Majorates des Hauses Liechtenstein. 
Im Jahre 1835 bestand das im Olmützer Kreis gelegene Dorf Prostieowitschek bzw. Prostégowiček aus 33 Häusern mit 229 mährischsprachigen Einwohnern. Haupterwerbsquelle bildete die Landwirtschaft. Pfarr- und Schulort war Krumsin. Bis zur Mitte des 19. Jahrhunderts blieb Prostieowitschek der Fideikommissherrschaft Plumenau untertänig.
Nach der Aufhebung der Patrimonialherrschaften bildete Prostějovičky / Prostiowiczek ab 1850 eine Gemeinde im Gerichtsbezirk Plumenau. Ab 1869 gehörte Prostějovičky zum Bezirk Proßnitz; zu dieser Zeit hatte das Dorf 276 Einwohner und bestand aus 47 Häusern. Auf dem Dorfplatz wurde die St.-Annen-Kapelle errichtet, der die Abhaltung von fünf Messen jährlich bewilligt wurde. Im Jahre 1900 lebten in Prostějovičky 342 Personen; 1910 waren es 357. Die Freiwillige Feuerwehr wurde 1901 gegründet. Im gleichen Jahr begann der Bau der Straße nach Křenůvky, außerdem eröffnete im Haus Nr. 29 eine Postfiliale. 1913 erhielt Prostějovičky eine eigene Schule; das neue Schulhaus wurde 1914 bezogen, bis dahin fand der Unterricht im Haus Nr. 65 statt. Nach dem Ersten Weltkrieg zerfiel der Vielvölkerstaat Österreich-Ungarn, die Gemeinde wurde 1918 Teil der neu gebildeten Tschechoslowakischen Republik. 
Beim Zensus von 1921 lebten in den 70 Häusern von Prostějovičky 370 Personen, davon 366 Tschechen und vier Deutsche. Am Weg nach Osina begann 1930 der Bau der Siedlung Trávníky. 1930 bestand Prostějovičky aus 85 Häusern und hatte 389 Einwohner. In den 1930er Jahren erfolgte die Elektrifizierung des Dorfes. Der Konkurs der Zuckerfabrik Krumsín während der Weltwirtschaftskrise brachte zahlreiche Einwohner von Prostějovičky um ihre dort investierten Ersparnisse. Von 1939 bis 1945 gehörte Prostějovičky zum Protektorat Böhmen und Mähren, in dieser Zeit wurde der deutsche Ortsname Klein Proßnitz eingeführt. Während der deutschen Besetzung erfolgte 1940 der Beschluss zur Erweiterung des Schießplatzes Wischau zu einem großen Truppenübungsplatz der Wehrmacht. Von der Errichtung des Truppenübungsplatzes Wischau war Prostějovičky nicht direkt betroffen, es erfolgten jedoch Enteignungen von Gebäuden zugunsten von Beschäftigten der Militärverwaltung in Dieditz. Als im November 1942 die Zwangsaussiedlung von Otinoves und weiteren Dörfern erfolgte, wurden viele der Bewohner nach Prostějovičky umgesiedelt. Zum Ende des Zweiten Weltkrieges erreichte am 23. April 1945 eine Panzerabteilung der Wehrmacht das Dorf; sie flüchtete am 8. Mai 1945 vor der Front in Richtung Beneschau. Tags darauf erreichte die Rote Armee das Dorf. Im Jahre 1950 hatte Prostějovičky 337 Einwohner. Zum 1. Mai 1951 wurden die Wälder westlich von Prostějovičky Teil des neuen Truppenübungsplatzes Březina. Beim Zensus von 2001 lebten in den 99 Häusern von Prostějovičky 259 Personen. Im Zuge der Verkleinerung des Truppenübungsplatzes wurde zum 1. Januar 2015 der Katastralbezirk Žleb u Prostějoviček der Gemeinde Prostějovičky zugeordnet.

## Gemeindegliederung
Für die Gemeinde Prostějovičky sind keine Ortsteile ausgewiesen. Zu Prostějovičky gehören die Siedlung Trávníky und die Einschicht Čagan.
Das Gemeindegebiet gliedert sich in die Katastralbezirke Prostějovičky und Žleb u Prostějoviček.

## Sehenswürdigkeiten
- Kapelle der hl. Anna, auf dem Dorfplatz, erbaut in der zweiten Hälfte des 19. Jahrhunderts
- Statue des hl. Josef, neben der Kapelle
- Bildstock, am Friedhof
- Holzbildstock, an der Straße nach Krumsín
- Steinernes Kreuz, an der Straße nach Alojzov
- Steinernes Kreuz, an der Straße nach Krumsín
- Denkmal für die Gefallenen des Ersten Weltkrieges, auf dem Dorfplatz. Es wurde 1929 enthüllt. 2007 erfolgte die Instandsetzung.

## Söhne und Töchter der Gemeinde
- František Hruban (1852–1930), mährischer Politiker